# Гастрозоиды
Гастрозоиды — особи в полиморфной колонии гидроидных (кишечнополостных) организмов, заведующие питательной функцией колонии и, следовательно, сохраняющие щупальца, ротовое отверстие и вообще более типичную форму, чем другие. Встречаются среди гидрокораллов, сифонофор, гидроидных полипов и т.п.
Поблизости с гастрозоидами или на их основании располагаются организмы, приспособленные для того, чтобы охотиться (например: арканчики и дактилозоиды), которые после охоты передают добычу гастрозоидам для переваривания последней.